# Salvelinus tolmachoffi
Salvelinus tolmachoffi är en fiskart som beskrevs av Berg 1926. Salvelinus tolmachoffi ingår i släktet Salvelinus och familjen laxfiskar. IUCN kategoriserar arten globalt som starkt hotad. Inga underarter finns listade i Catalogue of Life.